# 慕容永
慕容永（？—394年），字叔明，十六國西燕國主，鮮卑人，是慕容部首領慕容廆之弟慕容運之孫（一說為其子），也就是前燕建立者慕容皝之堂侄。

## 生平
前秦建元六年（370年），前燕為前秦所滅後，鲜卑慕容部许多人人被遷往關中，慕容永因此至長安。因家中貧困，與妻子二人常在市場賣靴子維生。
建元二十年（384年），慕容泓称王，改元燕兴，西燕始。
明年，西燕慕容沖稱帝，以慕容永為將軍。
第三年，在經過一連串的政變後，慕容永擁立慕容忠為帝，被命為太尉，守尚書令，封河東公。數月後，慕容忠被將軍刁雲所殺，慕容永於是被推為大都督、大將軍、大單于、雍秦梁涼四州牧、河東王，暫對後燕帝慕容垂稱臣。數月後，慕容永進據長子，即皇帝位，並改元中興，并将治下慕容儁、慕容垂子孙无论男女全部杀死。慕容垂的孙子慕容盛因有先见之明先一步与叔父慕容柔、弟弟慕容会逃到后燕而得免。
中興八年（393年），後燕大舉伐西燕，明年西燕为后燕所灭，慕容永被殺。
慕容永的儿子太子慕容亮、常山公慕容弘同时被杀。

## 影視形象
- 2018年电影《凤皇传》：葛杨曦饰慕容永